# Équipe du Paraguay des moins de 20 ans de football
Maillots
L'équipe du Paraguay de football des moins de 20 ans est une sélection de joueurs paraguayens de moins de 20 ans placée sous la responsabilité de la Fédération du Paraguay de football.
Elle a remporté le Championnat des moins de 20 ans de la CONMEBOL en 1971 et s'est hissée à la quatrième place lors de la Coupe du monde de football des moins de 20 ans de 2001.

## Sélection actuelle
Les joueurs suivants disputeront les Jeux sud-américains de 2022 en octobre 2022.
Gardiens
- Ángel González
- Carlos Urán

Défenseurs
- Alexis Cantero
- Gilberto Flores
- Alan Núñez
- Luis Rolón
- Thiago Servín

Milieux
- Leandro Caballero
- Nelson Gauto
- Diego Gómez
- Sebastián Quintana
- Matías Segovia

Attaquants
- Blas Duarte
- Fernando Ovelar
- Kevin Pereira
- Leonardo Rolón
- Allan Wlk

## Parcours en compétition internationale

### Coupe du monde des moins de 20 ans
- 1977 : Phase de groupes
- 1979 : Quart de finale
- 1981 : Ne participe pas
- 1983 : Ne participe pas
- 1985 : Phase de groupes
- 1987 : Ne participe pas
- 1989 : Ne participe pas
- 1991 : Ne participe pas
- 1993 : Ne participe pas
- 1995 : Ne participe pas
- 1997 : Phase de groupes
- 1999 : Huitième de finale
- 2001 : 4e
- 2003 : Huitième de finale
- 2005 : Ne participe pas
- 2007 : Ne participe pas
- 2009 : Huitième de finale
- 2011 : Ne participe pas
- 2013 : Huitième de finale
- 2015 : Ne participe pas
- 2017 : Ne participe pas
- 2019 : Ne participe pas
- 2021 : Annulée
- 2023 : Ne participe pas
- 2025 : Qualifiée

### Championnat des moins de 20 ans de la CONMEBOL
- Vainqueur en 1971
- Finaliste en 1964, 1967, 1985, 2009 et 2013